# کوبایاکاوا هیده‌کانه
کوبایاکاوا هیده‌کانه (به ژاپنی: 小早川秀包 Kobayakawa Hidekane) (۱۵۶۷ – آوریل ۲۴، ۱۶۰۱) نهمین پسر موری موتوناری و یک
سامورایی ژاپنی در دوره سنگوکو بود، مادر او همسر غیراصلی موری موتوناری بود و نومی نو کاتا (乃美の方) نام داشت. او به فرزندخواندگی نابرادری خود کوبایاکاوا تاکاکاگه که از خود فرزندی نداشت درآمد. وی چندین سال به عنوان گروگان نزد تویوتومی هیده‌یوشی زندگی کرد به همین خاطر بخشی از کانجی نام او از هیده‌یوشی گرفته شده‌است. وی با دختر اوتومو سورین که یک دایمیوی مسیحی بود ازدواج کرد. پس از نبرد سکیگاهارا او نام خانوادگی خود را به موری تغییر داد چون نمی‌خواست با فرزندخوانده دیگر کوبایاکاوا تاکاکاگه بنام کوبایاکاوا هیده‌آکی که به خاندان تویوتومی خیانت کرد همنام باشد.
هیده‌کانه به مهارت در تیراندازی شهرت داشت، وی به همراه تاچیبانا مینه‌شیگه به خاندان تویوتومی وفادار ماندند و در محاصره اوتسو به نفع این خاندان شرکت کردند.

## خانواده
- پدربزرگ: موری هیروموتو (مرگ ۱۵۰۶)
- عمو: موری اوکیموتو (۱۴۹۲–۱۵۱۶)
- پدر: موری موتوناری
- مادر: نومی نو اوکاتا
- برادران:
  - موری تاکاموتو (۱۵۲۳–۱۵۶۳) - وی رهبر خاندان موری و پدر موری تروموتو بود.
  - کوبایاکاوا تاکاکاگه (۱۵۳۳–۱۵۹۷)
  - کیکاوا موتوهارو (۱۵۳۰–۱۵۸۶)
  - موری موتوکیو (۱۵۵۱–۱۵۹۷) (وی با هیده‌کانه از یک مادر بودند)
- پسر
  - موری موتوشیگه